# Tera Patrick
Linda Ann Hopkins, bedre kendt som Tera Patrick (født 25. juli 1976 i Great Falls, Montana), er en amerikansk pornoskuespiller.

## Priser

### Udvalgte priser
- 2000 – Hot D'Or – Bedste nye stjerne
- 2001 – Adult Stars – Bedste nye stjerne
- 2001 – AVN Award – Bedste nye stjerne
- 2001 – XRCO Award – Bedste nye stjerne
- 2002 – Penthouse Magazine – Årets pet
- 2004, 2005, 2006 – Genesis – Årets pornostjerne
- 2006 – FHM – 100 mest sexede kvinder
- 2007 – Venus Berlin – Bedste amerikanske skuespiller
- 2007 – Venus Berlin – Bedste forretningskvinde